# Андреєв дім на Слеме
46°26′17″ пн. ш. 14°57′51″ сх. д. / 46.43806° пн. ш. 14.96417° сх. д.
Андреєв дім на Слеме (словен. Andrejev dom na Slemenu) — гірський притулок; розташований на Погор'ї у Словенії.

## Опис
Андреєв дім розташований на північно-східній частині щита Слеме (1167 м) на пасмі, що сполучає Уршлу гору зі Смрековцем. Назву Слеме має також розташована неподалік ділянка дороги Шоштань — Чрна-на-Корошкем між Нижньою Штирією та Каринтією. Побудований у 1951—52 з ініціативи гірського товариства Шоштані любителями гір та — передусім — робітниками дубильної майстерні Шоштані на волонтерських засадах. Відкритий 21 вересня 1952. Притулок був названий на честь ініціатора його спорудження, тодішнього голови гірського товариства та директора дубильні Шоштані Андрея Стегнара. У 1960—61 будівлю притулку було розширено. До 1975 притулок належав гірському товариству Шоштані, потім він був переданий дубильні, яка відновила та по-сучасному оснастила його будівлю; пізніше було встановлено центральне опалення та телефонний зв'язок.
Нині у двох частинах гостиної притулку знаходиться 84 сидячих місця та барна стійка; на відкритому повітрі знаходяться столи з 52 місцями; є 15 кімнат з 31 ліжкомісцями та три загальні номери з 52 місцями. Є також туалет, вмивальня та душ із теплою та холодною водою. Притулок під'єднаний до електричної мережі.

## Краєвид
З притулку можна спостерігати краєвиди лише у східному та південному напрямках; у західній частині видно суцільний ліс, а у північній, крім нього, — тільки Уршлу гору. У східній та південній частині видно нагір'я, що ведуть до Шалешкої долини та димової труби шоштанської теплоелектростанції, Понікевське плато, гору Ольку, Савіньську долину від Гомільського до Целє, Посавське передгір'я з Кумом; на півдні неподалік Білої Води та Голтів можна побачити також Смрековець (якщо віддалитися від притулку на декілька кроків на схід).

## Доступ
До Андреєвого дому можна дістатися:
- регіональною дорогою Шоштань — Чрна-на-Корошкем до переходу Споднє Слеме; звідти — 500 м до притулку;
- місцевою та лісовою дорогами з Шоштані до Білих Вод;
- місцевою та лісовою дорогами з Равних-на-Корошкем через притулок для лижників та притулок на Наравських ледінах до паркінгу під Малим врхом та притулок на Уршлі горі;
- Словенським гірським шляхом зі Словень Градеця через Поштовий дім під Плешивцем та притулок на Уршлі горі;
- з Превалє через Леше та притулок на Уршлі горі;
- з Межиці через притулок на Уршлі горі;
- місцевою дорогою Межиця — Чрна-на-Корошкем з Жер'ява за Язбіншким потоком до господарства Крставчнік через притулок на Наравніх ледінах та притулок на Уршлі горі;
- місцевою дорогою з Любного-об-Савіні через Любенські растки до Мачкіного коту;
- з Любного-об-Савіні через Голти та притулок на Смрековці;
- місцевою дорогою з Мозир'я до Мозирського притулку на Голтах.

До Равного-на-Корошкем та Превалє можна дістатися потягом, до Словень Градеця, Межиці, Шоштані, Мозир'я та Любна-об-Савіні — також автобусом.

## Туристичні шляхи
- Притулок на Уршлі горі (1680 м);
- Поштовий дім під Плешивцем (805 м) (через Криж);
- Притулок на Наравських ледінах (1072 м) (через Криж);
- Притулок на Смрековці (1377 м);
- Мозирський притулок на Голтах (1356 м);
- Смрековець (1577 м);
- Уршля гора (1699 м).